# مدل شیءگرایی
مدل شیءگرایی در علوم کامپیوتر دو معنای جداگانه ولی مرتبط دارد:
1. مجموعه‌ای از توصیفات کلاس ها یا اینترفیس‌ها به همراه داده‌های عضو آن ها، توابع و عملیات استاتیک کلاس ها.[۱]
2. مجموعه‌ای از اشیاء یا کلاس‌ها که یک برنامه می‌تواند توسط آن‌ها قسمت‌هایی از محیط در دسترس خود را تغییر دهد یا اطلاعاتی دربارهٔ آن‌ها به دست آورد.به عبارت دیگر، واسط شیءگرای یک سرویس یا سیستم.